# Thecla photismos
Thecla photismos är en fjärilsart som beskrevs av Druce 1907. Thecla photismos ingår i släktet Thecla och familjen juvelvingar. Inga underarter finns listade i Catalogue of Life.